# Hằng Nga (phim truyền hình 2010)
Hằng Nga (Tiếng Anh: Chang'e)  (Tên gọi khác là Hằng Nga tiên nữ) là phim truyền hình cổ trang thần thoại. Bộ phim quay từ tháng 4 năm 2009 được sản xuất bởi Tập đoàn phim Thượng Hải và Công ty phim Tử Phong Bắc Kinh và quay tại Thành phố phim quốc tế Lâm Nghi, phim quay kéo dài trong 8 tháng, ngày 16 tháng 10 năm 2010 phim phát sóng trên Kênh tin tức toàn diện Gia Hưng và ngày 14 tháng 11 trên kênh phim Thượng Hải Phương Đông,  ngày 10 tháng 5 năm 2011 trên kênh Truyền hình Quảng Đông. Ngoài ra, bộ phim này cũng có rất nhiều cảnh phim hoạt hình 3D . 25 tháng 10 năm 2011, bộ phim phát sóng lần đầu trên kênh Truyền hình Đài Loan hàng tuần từ thứ Hai đến thứ Sáu lúc 16:00 - 17:00.

## Nội dung
Bộ phim này nói về câu chuyện Hằng Nga trước khi bất tử, phim chủ yếu nói về Thường Nga và Hậu Nghệ, Ngô Cương và Bạch Ngọc.
Thường Nga thành thạo dệt, thêu, người Giang Tô, vẻ đẹp của cô nổi tiếng hơn trên thế giới, nhưng cô thích chiến đấu, trở thành thợ may, cha cô rất khổ tâm về cô.
Thường Nga từ khi còn nhỏ với đại tướng Nghiêu Ngô Cương có hôn ước, một sự kết hợp kỳ lạ. Ngô Cương và Hậu Nghệ, một kẻ  thô lỗ và hùng mạnh, một người lãng mạn, một kẻ thô ráp tỉ mỉ, một người có tình yêu tự nhiên. Vướng mắc của ba người liên tục bị vướng víu, khiến việc quyết định trở nên khó khăn. Sau này Hậu Nghệ đem lòng yêu Thường Nga. Ngô Cương yêu thương Hằng Nga nhưng không thể hiện. Tuy nhiên, con thỏ ngọc được Ngô Cương cứu lại yêu Ngô Cương.
Trong trận chiến trong trận chiến thiên niên kỷ, Hoàng Đế đánh bại Xi Vưu, thống nhất Trung Quốc. Sau 1000 năm, vợ Xi Vưu Hắc Bà Bà phục sinh, bà thu nhận nữ đồ đệ Phùng Lâm, vốn là một con thỏ đen, để kích động trận chiến giữa Hoàng đế với Cửu Lê, trả thù cho Xi Vưu.
Thái Bạch Kim Tinh nhanh chóng hạ giới, không chỉ thất bại trong việc ngăn chặn việc giết người, mà phép thuật cũng bị mất. Thượng Nga, Hậu Nghệ, Ngô Cương trải qua một trận chiến tuyệt vọng với Hắc Bà Bà và 100.000 yêu binh.
Hắc Bà Bà bỏ chạy sau khi đại bại, mọi người đề nghị tiêu diệt Xi Vưu, Thường Nga nghĩ đến bạn tốt của Xi Vưu Man Muội, Hoàng tử béo đề xuất "Chấm dứt chiến tranh với Cửu Lê", tránh cho Cửu Lê khỏi bị thảm sát. Chỉ có cung Càn Khôn và muỗi tên Chấn Thiên để đối đầu với 10 mặt trời bằng cách bắng hạ Lạc Kim Ô. Mặc dù Hậu Nghệ có thể dương cung Càng Khôn, nhưng chưa có có mũi tên Chấn Thiên. Hơn nữa, có một con quỷ một mắt canh gác khu rừng mũi tên, làm thế nào để có thể lấy các mũi tên? Ai có thể học cách bắn mũi tên trong bảy ngày, loài người rơi vào trạng thái vội vã.
Thấy Kim Ô sắp cất cánh biến thành Mặt Trời, Ngô Cương hy sinh máu thịt của những người lính để chống lại Kim Ô, và những người lính đã hy sinh, Ngô Cương được cứu nhưng cũng đã đáng mất bản thân suốt đời.
Ngô Cương mất cánh tay, không còn một người anh em, Ngô Cương đau khổ tột cùng và cô độc, chỉ có Bạch Ngọc luôn sát cánh cùng với Wu Ngô Cương. Bạch Ngọc từ lâu đã tìm cách để chửa lành cánh tay bị gãy của Ngô Cương nên bào chế các loại thảo dược.
....

## Diễn viên
| Diễn viên        | Vai trò               | Mô tả | Xuất hiện  | Môn phái        | Ghi chú |
| Diêu Địch        | Thường Nga            | Cô là trụ cột của dân làng | 1-40       | Xiển Giáo       | [ 5 ]   |
| Hoàng Giác       | Hậu Nghệ              | Với Thường Nga yêu nhau | 1-40       | Xiển Giáo       | [ 6 ]   |
| Minh Đạo         | Ngô Cương             | Thích Thường Nga từ cái nhìn đầu tiên, Nhưng sau bị tình cảm của Bạch Ngọc làm lay động, chấp nhận tình cảm Bạch Ngọc dành cho mình | 1-40       | Minh Nguyệt Sơn | [ 7 ]   |
| Vương Tử Văn     | Thỏ ngọc              | Tên khi trở thành người là Bạch Ngọc, Theo đuổi Ngô Cương, sau cùng cũng được chấp thuận                                            | 1-40       | Thiên giới      | [ 8 ]   |
| Hạ Gia Vĩ        | Cha                   | Cha Thường Nga | ---------- | Dân làng        |         |
| Vương Băng       | Thái Bạch Kim Tinh    | Sư phụ Bạch Ngọc | ---------- | Thiên giới      |         |
| Triệu Dương      | Phong Lâm             | | 2-14       | Hắc Sơn         |         |
| Lưu Phương       | Hắc Bà Bà             | Người Hắc Sơn | 2-14       | Hắc Sơn         |         |
| Hứa Phong        | Cộng Công             | | ---------  | Cửu Lê          |         |
| Vương Đào        | Thượng Cửu            | | ---------- |                 |         |
| Mông Nghị        | Khoa Tôn              | | ---------- |                 |         |
| Vương Tử         | Man muội              | | ---------- | Dân làng        |         |
| Thường Lượng     | Thái Tử mập / Vua     | Con trai | ---------- |                 |         |
| Tô Diên Thạch    | Đại Nghiêu            | | ---------- |                 |         |
| Quan Thiếu Tăng  | Quan lớn              | | ---------- |                 |         |
| Vương Nghênh Kì  | Quan tài chính        | | ---------- |                 |         |
| Lưu Nham         | Giáo viên dạy nhạc    | | ---------- |                 |         |
| Chu Thiết Nam    | Tiểu quy              | | ---------- |                 |         |
| Đỗ Công Hải      |                       | Hầu tước Hắc Sơn | ---------- | Hắc Sơn         |         |
| Từ Chiêu         | Hắc Sơn đại tướng     | | ---------- | Hắc Sơn         |         |
| Uông Tranh       | Thái Ất Chân Nhân     | | ---------- | Thiên giới      |         |
| Ngụy Thiên Tường | Vân Trung Tử          | | ---------- | Ngọc Trụ động   |         |
| Phó Chấn Hoa     | Phật Câu Lưu Tôn      | | ---------- | Phật            |         |
| Vườn Vĩnh Cường  | Quỷ Đào               | | ---------- |                 |         |
| Tạ Gia Khởi      | Phù du                | | ---------- |                 |         |
| Nhâm Đông Lâm    | Đan Chu               | | ---------- |                 |         |
| Lưu Mai Lân      | Anh La                | | ---------- |                 |         |
| Lương Tĩnh       | Tiểu Đào              | | ---------- |                 |         |
| Chu Ngọc Lai     | Đoan Sinh             | | ---------- |                 |         |
| Hầu Kiệt         | Phùng Mông            | | ---------- | Hoa Hạ          |         |
| Lưu Băng         | Thuận Phong Nhĩ       | Trung ương Thiên quan | ---------- | Thiên giới      |         |
| Ngô Siêu         | Thiên Lý Nhẫn         | Trung ương Thiên quan | ---------- | Thiên giới      |         |
| Chu Nghị         | Tiểu thách quái       | | ---------- | Yêu quái        |         |
| Lý Tiểu Ninh     | Người đào hoa         | | ---------- | Dân làng        |         |
| Tùy Trữ Dương    | Thất Dũng Sĩ lão nhị  | | ---------- |                 |         |
| Dương Ba         | Thất Dũng Sĩ lão thất | | ---------- |                 |         |
| Lý Diễm          | Linh Xà               | | ---------- | Yêu quái        |         |
| Sử Chấn Long     | Kẻ hung ác            | | ---------- |                 |         |
| Trương Dương     | Thiễn Vũ / Thiên Dực  | Tứ công chúa Thiên giới | ---------- | Thiên giới      |         |
| Trần Trường Hải  | Ngọc Đế               | | ---------- | Thiên giới      |         |
| Triệu Tĩnh       | Vương Mẫu             | | ---------- | Thiên giới      |         |
| Cao Bảo Bảo      | Thái Âm               | | ---------- |                 |         |
| Khuất Dương      | Đại Thuấn             | | ---------- |                 |         |
| Lâu Vũ Kiện      | Thiên Bồng            | | ---------- |                 |         |

## Lịch phát sóng
| Quốc gia   | Ngày                                        | Kênh                        | Thời gian                   | Ghi chú                    |
| ---------- | ------------------------------------------- | --------------------------- | --------------------------- | -------------------------- |
| Trung Quốc | 16 tháng 10 năm 2010                        | Tin tức toàn diện Gia Hưng  |                             |                            |
| Trung Quốc | 14 tháng 11 năm 2010                        | Phim Thượng Hải Phương Đông | 3 tập                       |                            |
| Trung Quốc | 10 tháng 5 năm 2011                         | Truyền hình Quảng Đông      | 3 tập                       |                            |
| Đài Loan   | 25 tháng 10 năm 2011 - 30 tháng 11 năm 2011 | Truyền hình Đài Loan        | Thứ 2 - Thứ 5 16:00 - 17:00 |                            |
| Đài Loan   | 1 tháng 12 năm 2011 - 19 tháng 12 năm 2011  | Truyền hình Đài Loan        | Thứ 2 - Thứ 5 15:00 - 16:00 |                            |
| Đài Loan   | 3 tháng 12 năm 2013 - 27 tháng 1 năm 2014   | Top TV                      | Thứ 2 - Thứ 5 14:00 - 15:00 |                            |
| Đài Loan   | 24 tháng 5 năm 2013 - 18 tháng 7 năm 2013   | Top TV                      | Thứ 2 - Thứ 5 16:00 - 17:00 | Từ 3 tháng 6 14:00 - 15:00 |